# ازدنیک گریگرا
| ۱۹۸۷–۱۹۹۰ | TJ Holešov   | TJ Holešov   | TJ Holešov   |
| ۱۹۹۰–۱۹۹۷ | FK Svit Zlín | FK Svit Zlín | FK Svit Zlín |

| Years     | Team           | Apps | (Gls) |
| ۱۹۹۷–۱۹۹۸ | فاستاو زلین    | ۲۰   | (۱)   |
| ۱۹۹۸–۲۰۰۰ | Petra Drnovice | ۵۴   | (۳)   |
| ۲۰۰۰–۲۰۰۳ | اسپارتا پراگ   | ۶۵   | (۲)   |
| ۲۰۰۳–۲۰۰۷ | آژاکس          | ۷۸   | (۸)   |
| ۲۰۰۷–۲۰۱۱ | یوونتوس        | ۸۷   | (۳)   |
| ۲۰۱۱–۲۰۱۲ | فولام          | ۵    | (۰)   |
| Total     |                | ۳۰۹  | ۱۷    |

| تیم ملی   | تیم ملی   | تیم ملی | تیم ملی |
| --------- | --------- | ------- | ------- |
| ۲۰۰۱–۲۰۰۹ | جمهوری چک | ۶۵      | (۲)     |

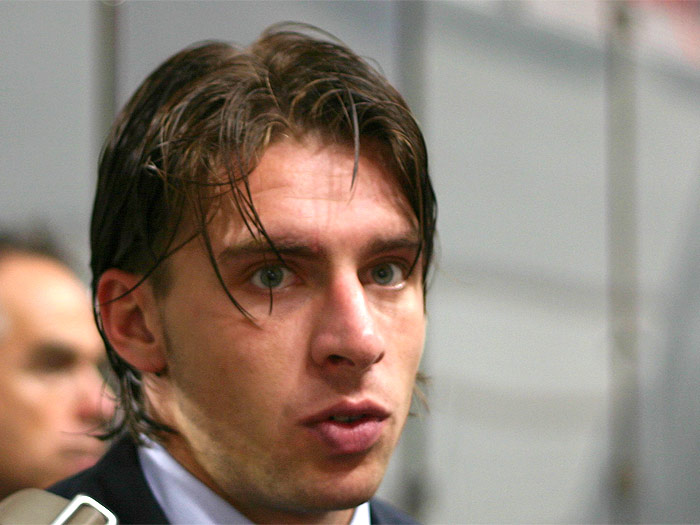
اطلاعات شخصی
نام کامل: ازدنیک گریگرا
تاریخ تولد: ۱۴می ۱۹۸۰ (۳۹سال)
محل تولد: پریلپی جمهوری چک
تیم نوجوانان
باشگاه‌های حرفه ای

ازدنیک گریگرا (Zdeněk Grygera) بازیکن فوتبال چک‌تبار تیم یوونتوس ایتالیا است.
او مهاجم راست عقب است.
گریگرا در یورو ۲۰۰۴ برای جمهوری چک بازی کرد و در جام جهانی ۲۰۰۶ برای تیم آلمان.
قرار بر این بود تا گریگرا در خلال تابستان ۲۰۰۶ تیم آژاکس هلند را ترک کند و برای یکی از تیم‌های فوتبال ایتالیا بازی کند ولی در پی یک رسوایی ۲۰۰۶ فوتبال ایتالیا، این قرار به هم خورد و گریگرا به بازی در آژاکس ادامه داد.
وی در سال ۲۰۰۷ آژاکس را بر پایهٔ مصوبه باسمَن ترک کرد.